# Rimbach, Rottal-Inn
Rimbach là một đô thị trong huyện Rottal-Inn bang Bayern thuộc nước Đức.